# لب‌لوله‌ماهی خال‌آبی
لب‌لوله‌ماهی خال‌آبی (نام علمی: Fistularia commersonii) نام یک گونه از سرده لب‌لوله‌ماهی است.